# 콩팥 잔
콩팥 잔(단수: renal calyx, 복수: renal calyces; 콩팥 술잔, 신배)은 오줌이 통과하는 콩팥의 통로이다. 작은 콩팥잔(minor calyx, 소신배)은 콩팥 피라미드(renal pyramid)의 정점 주위에 컵 모양의 배수구를 형성한다. 콩팥에서 형성된 오줌은 정점에 있는 콩팥 유두(renal papilla)를 통과하여 작은 콩팥잔으로 들어간다. 4~5개의 작은 콩팥잔이 모여 큰 콩팥잔(major calyx, 대신배)을 형성하고, 이를 통해 오줌이 콩팥 깔때기로 이동한다(콩팥깔때기가 요관을 통해 콩팥에서 오줌을 배출한다).

## 같이 보기
- 메타분석
- 콩팥 깔때기
- 콩팥 속질(renal medulla)
- 콩팥 겉질(renal cortex)